# Estação Ferroviária de Campina Grande
A Estação Ferroviária de Campina Grande é uma estação ferroviária localizada na cidade de Campina Grande, Paraíba. Inaugurada em 2 de outubro de 1907 ela integra o ramal de Campina Grande que inicialmente partia desde Itabaiana até a cidade e depois de concluída a ligação entre Sousa-Pombal, Pombal-Patos e Patos-Campina, com o Ceará.

## História
Em 1907 foi inaugurado o ramal de Campina Grande e a estação de Itabaiana serviu como entroncamento para os trens que subiam ou desciam a Serra da Borborema, para pegar a Linha Norte.
Embora há quem diga de 7 de Setembro de 1907 seja a verdadeira data da chegada do trem à Campina, oficialmente a inauguração e abertura do Ramal de Campina Grande é 2 de outubro.
Em 29 de janeiro de 1961, uma nova estação foi inaugurada em Campina Grande pela RFN, a 1 km de distância da anterior . Sua construção remonta ao ano de 1957, quatro anos antes, por ventura da comemoração do cinquentenário de chegada do trem à cidade.
O tráfego de passageiros tal como aconteceu em todo o ramal foi desativado em 1980, embora no mês de Junho partam da estação os vagões do Trem Forroviário, um tremPB/comboioPE levando turistas para uma viagem ao som de bandas e trios de forró até o distrito de Galante, como parte dos festejos juninos da cidade.
Desde 2001, o prédio "Estação Velha", é o Museu do Algodão.

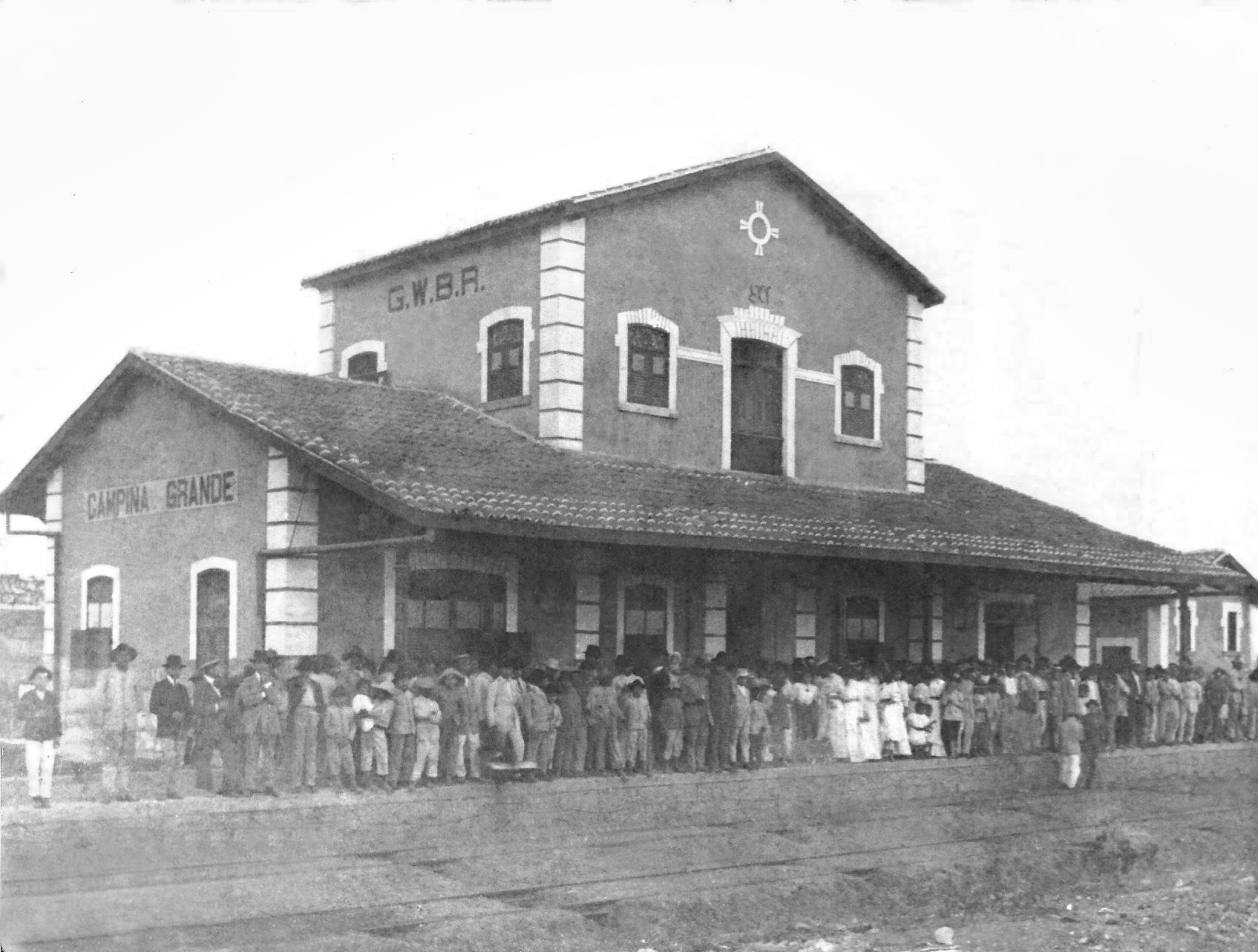
Inauguração da estação de Campina Grande em 2 de outubro de 1907.